# Den brysomme mannen
Den brysomme mannen, noto anche con il titolo internazionale The Bothersome Man, è un film del 2006 diretto da Jens Lien e sceneggiato da Per Schreiner.

## Trama
Andreas Ramsfjell arriva in una grande città, dove scopre di avere un appartamento ammobiliato e un lavoro presso un'azienda del luogo. Dopo poco tempo conosce Anne, con la quale si fidanza e decide di convivere. Tuttavia, la sua vita apparentemente perfetta inizia presto a sembrargli vuota. Andreas pare essere l'unica persona in città capace di provare emozioni. In seguito si innamora di un'altra donna di nome Ingeborg e decide di lasciare Anne. Tuttavia presto anche Ingeborg si rivela incapace di provare forti sentimenti, rivelando un blando ed equanime apprezzamento per una serie di uomini che va frequentando, Andreas incluso. Quest'ultimo tenta di fuggire dall'assurda situazione in cui si trova tentando il suicidio in una metropolitana, ma nemmeno questo ha successo né smuove sentimenti nelle persone che lo circondano. Alla fine Andreas va da Hugo, un uomo che aveva incontrato in precedenza nel bagno di un pub e che ha scoperto un buco in un muro del suo seminterrato dal quale proviene una musica incantevole. In segreto i due iniziano a scavare freneticamente e scoprono che il buco conduce a una casa da cui provengono odori, suoni e sapori deliziosi. Tuttavia i due uomini vengono presto catturati e trascinati fuori dal seminterrato. Andreas viene condotto lontano dalla città sullo stesso autobus che lo aveva portato lì, e viene lasciato, solo e sconvolto, in mezzo a un deserto ghiacciato.

## Produzione
La trama del film è stata scritta originariamente per uno spettacolo radiofonico, due anni prima che fosse adattata per lo schermo. Il regista Jens Lien ha affermato di essere stato molto colpito dalla sceneggiatura di Schreiner, e che la prima volta che l'aveva letta non era riuscito a dormire. Schreiner e Lien aveva collaborato in precedenza per alcuni cortometraggi, ma Den brysomme mannen è stato il loro primo lungometraggio. Il film è stato scelto per la Critics' Week del Festival di Cannes, e il membro della giuria Christophe Leparc ha espresso grande ammirazione per la pellicola. La "musica incantevole" del seminterrato è una registrazione fatta per thereminvox.com dal suonatore di theremin Howard Mossman, che è rimasto non accreditato.

## Accoglienza
Den brysomme mannen è stato generalmente ben accolto dalla stampa norvegese. Il quotidiano Aftenposten gli ha dato cinque punti su sei e lo ha definito il film «d'avanguardia» e pieno di riferimenti letterari e cinematografici, risultando comunque attrattivo. L'emittente televisiva NRK gli ha dato lo stesso punteggio, definendolo un film stimolante e divertente.
Anche le recensioni internazionali sono state generalmente positive. Steve Rose, scrivendo per The Guardian, gli ha dato tre stelle su cinque. Rilevando i riferimenti culturali ad altre opere distopiche, ha tuttavia affermato che il film non riesce a scavare  «sotto la superficie di questa esteriore realtà parallela». Noel Murray di The A.V. Club ha definito il film «ben scritto e modulato», sebbene l'abbia sentito virato «troppo su fantasilandia» nel finale.
Nel 2006 il film è stato premiato con tre premi Amanda, per la miglior regia, la miglior sceneggiatura e il miglior attore (Trond Fausa Aurvåg). È stato candidato anche come miglior film e per la miglior attrice (Petronella Barker). La pellicola ha vinto diversi altri premi internazionali, tra cui l'ACID Award al Festival di Cannes, e il Golden Starfish all'Hampton International Film Festival.

## Colonna sonora
Il film include brani musicali di Edvard Grieg. La colonna sonora è stata realizzata dal compositore norvegese Ginge Anvik.